# 全国町村会
全国町村会（ぜんこくちょうそんかい、英語: National Association of Towns and Village、略称: NATV）は、日本の町長、村長による地方自治の協議会。

## 概要
地方六団体の一つであり、他の全国知事会、全国都道府県議会議長会、全国市長会、全国市議会議長会、全国町村議会議長会と共に地方自治確立対策協議会を組織している。地方自治法第263条の3にある全国的連合組織として総務大臣に届出られた団体であり、地方自治に影響を与える事項について内閣、国会に意見書を提出できることとされている。

## 沿革

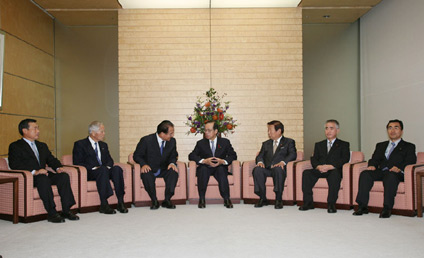
全国町村会など地方六団体の代表と内閣総理大臣との会談（2007年10月4日、総理大臣官邸にて）

1920年5月に開かれた最初の全国町村長会議において、地方に都道府県町村長会を、中央に全国町村長会を組織し、町村自治の振興発展に寄与すべきであるとの提案が満場一致で可決され、1921年2月12日東京において全国町村長代表600余名が参集して創立総会を開催、全国町村長会として発足した。1947年8月、全国町村長会は町村行政の総合的連携機関としてふさわしい名称にすべきであるとして、その名称を全国町村会と改めた。

## 会員
全ての都道府県町村会。

## 全国町村会館
帝国ホテル子会社の帝国ホテルエンタープライズが料飲・宿泊部門への技術援助を行っている。地方公共団体関係者は割安料金で宿泊ができる。ホテル階は7階一部と8階から最上階。

## 関連文献
- 能川（尾島）志保「1920年代における全国町村長会と行政町村」『日本史研究』第581巻、2011年、29-53頁、NAID 40017432721。